# 291년

## 연호
- 서진(西晉) 영평(永平) 원년 / 원강(元康) 원년

## 기년
- 서진(西晉) 혜제(惠帝) 2년
- 신라(新羅) 유례 이사금(儒禮泥師今) 8년
- 고구려(高句麗) 서천왕(西川王) 22년
- 백제(百濟) 책계왕(責稽王) 6년

## 사건
- 3월 16일(음력 1월 29일) - 금관가야의 제4대 왕 거질미왕이 보위에 오르다.

## 사망
- 음력 1월 29일 - 가락국의 제3대 국왕 마품왕.